# Henschel Hs 298
Henschel Hs 298 — немецкая управляемая ракета «воздух-воздух», разработанная во время Второй мировой войны в Германии, первая ракета такого класса.

## История
Автором проекта стал известный изобретатель-пионер в области управляемого вооружения Герберт Вагнер, работавший тогда в компании «Хеншель». Разработка началась в 1941 году, однако проект был отклонён, и снова к работе приступили в 1943 году. Ракета должна была устанавливаться на самолёты Люфтваффе, и предназначалась для атак бомбардировщиков союзников на дальних расстояниях. Предполагалось, что ракету будут нести на специальных пусковых рельсах самолёты Dornier Do 217 (пять ракет) или Focke-Wulf Fw 190 (две ракеты). При разработке Hs 298 использовался новый тип управления — радиокомандное наведение, что позволяло пилотам управлять полетом ракеты, поддерживая её на курсе до момента попадания в цель.
Единственные известные испытания были проведены 22 декабря 1944 года тремя ракетами с самолета Junkers Ju 88G. Только две ракеты сошли с пусковых рельсов, ещё одна не сработала; из двух запущенных одна преждевременно взорвалась и упала. Серийное производство планировалось запустить в январе 1945 года, но от проекта отказались в пользу Ruhrstahl X-4. К тому моменту было выпущено более 300 ракет модификации V1 и более 100 — V2. 135 готовых ракет были уничтожены в результате авиаудара советских ВВС.

## Описание конструкции
Hs 298 представляла собой алюминиевый среднеплан с круглым в сечении фюзеляжем, стреловидным крылом и одним горизонтальным стабилизатором с двумя вертикальными килями.  Двигатель Schmidding 109-543 твердотопливный, двухступенчатый: первая высокоскоростная ступень была рассчитана на запуск с самолета-носителя и развитие скорости 938 км/ч, на второй ступени скорость снижена до 682 км/ч для увеличения максимальной дальности полета, которая составляла около 1,5 км.
Боевая часть содержала 48 кг взрывчатого вещества, что немного больше, чем у уже использовавшихся с весны 1943 года неуправляемых ракет Werfer-Granate 21 с боевой частью массой 40,8 кг.
Для наведения ракеты использовалась система радиоаппаратуры Kehl-Straßburg (передатчик Kehl серии FuG 203 в самолете-носителе, приемник FuG 230 Straßburg в ракете) с питанием от установленного на носу пропеллерного электрогенератора.
Для управления ракетой требовалось два члена экипажа на самолете-носителе: один оператор держал в поле зрения  на цель, используя прицел рефлекторного типа, другой управлял ракетой с помощью джойстика на передатчике Kehl , используя при этом второй прицел, сервоприводом спаренный с прицелом первого оператора.

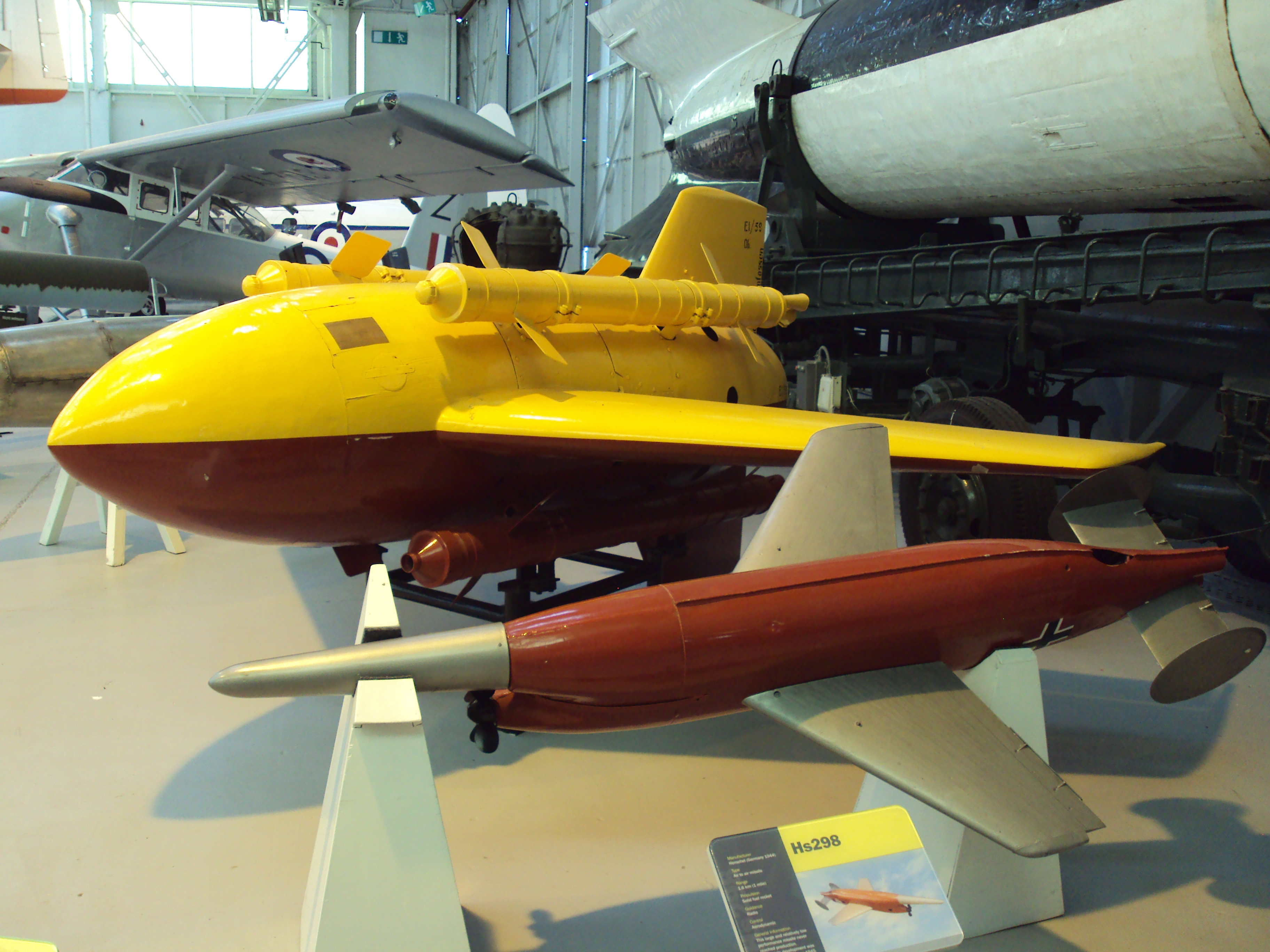
Hs 298 на переднем плане

Первоначально Hs 298 V1, впервые испытанная в 1944 году, имела другое крыло, квадратное оперение, боевую часть сверху и пропеллер-генератор снизу. Версия V2 вместо радиоканала использовала управление по проводам, так как авиация союзников начала применять системы РЭБ.

## Технические характеристики
Hs 298 V1
- Дальность пуска: от 0,5 до 2,5 км
- Тяга двигателя:[3]
  - Стартовая: 1,5 кН в течение 5 с
  - Маршевая: 0,5 кН в течение 20 с
- Габаритные размеры:
  - длина: 2060 мм
  - высота: 415 мм
  - размах крыла: 1240 мм
  - стреловидность: 30°
  - площадь крыла: 0,42 м²
- Масса стартовая: 120 кг
- Масса боевой части: 25 кг

Hs 298 V2
- Габаритные размеры:
  - длина: 2545 мм
  - высота: 415 мм
  - размах крыла: 1274 мм
  - стреловидность: 38°
- Масса стартовая: 125 кг
- Масса боевой части: 48 кг

## Сохранившиеся экземпляры
Одна Hs 298 экспонируется в Музее Королевских ВВС в Косфорде. Второй сохранившийся экземпляр выставлен в Центре Стивена Удвара-Хази, филиале Национального музея воздухоплавания и астронавтики.